# U 236
U 236 war ein deutsches U-Boot der Klasse VII C, welches während des Zweiten Weltkrieges in der Ostsee als Ausbildungs- und Schulungsboot für neue U-Boot-Besatzungen eingesetzt wurde. Es war zudem das erste U-Boot der Kriegsmarine, das mit einer voll funktionstüchtigen Schnorchelanlage mit einem Ringschwimmer-Kopfventil ausgerüstet wurde.

## Geschichte
Der Bauauftrag von U 236 und fünf weiteren Booten (U 235 bis U 240) wurde am 20. Januar 1941 an die Kieler Germaniawerft vergeben. Die Kiellegung unter der Bezeichnung „Neubau G 666“ begann am 22. März des Jahres 1942, der Stapellauf erfolgte am 24. November desselben Jahres. Die Indienststellung des neuen Bootes fand unter dem Kommando von Oberleutnant zur See und später Kapitänleutnant Reimar Ziesmar am 9. Januar 1943 auf dem Werftgelände der Germaniawerft statt. Als Bootswappen wurde ein Elefant, welcher seinen Rüssel über Wasser hält und sich auf einem hellblau-gelb geteilten Schild befand, gewählt. Dieses Wappen sollte die Schnorchelanlage symbolisieren. Als erstes UAK-Zeichen führte das Boot für 14 Tage ein auf dem Kopf stehendes Dreieck an der Steuer- und Backbordseite des Turmes, bevor dieses überpönt wurde. Der damalige Leitende Ingenieur Harry Krebs, welcher von der Indienststellung des Bootes bis zu dessen Selbstversenkung an Bord diente, berichtete später über das Wappen von U 236: »... von der Besatzung „U-Schnorchel“ genannt. Ich war LI des Bootes vom ersten bis zum letzten Tag. - Das beigefügte Wappen, ein schnorchelnder Elefant, wurde in der Zeit kurz nach der Indienststellung im September 1943 bis ca. Januar 1944 an beiden Seiten des Turmes gefahren. Danach mussten bekanntlich Bootswappen entfernt werden. Die Besatzung vom Kommandanten bis zum letzten Lord trug es aber auch weiterhin an der Bordmütze und ab Januar/Februar 1945 sogar auf der Jacke des U-Boot-Päckchens in Weiß (Umrisse) aufgenäht. Das Wappen dieses ersten Schnorchelbootes der Kriegsmarine, das eine voll funktionsfähige Schnorchelanlage von Anfang bis Ende an Bord hatte, war wegen der akustischen Analogie des Schnorchelns zu einem schnorchelnden (trompetenden) Elefanten gewählt worden. - Wegen der funktionsmäßigen Ähnlichkeit des Rüssels für die lebenswichtige Nahrungsaufnahme mit der des Schnorchelns für die lebensnotwendige Luftzufuhr.«

## Der Luftangriff auf Kiel am 14. Mai 1943
Während des alliierten Bombardements auf Kiel am 14. Mai 1943 wurden die Stadt und die Werften beschädigt. Bei der Germaniawerft wurden sämtliche Schwimmdocks, darunter auch Schwimmdock 5, welches U 236 und ihr Schwesterboot U 237 beinhaltete, vollständig versenkt. U-Boote, die zur Zeit des Bombardements am Ausrüstungskai lagen, kamen mit einigen Kratzern davon, während U 235 einen Bombentreffer ins Achterschiff bekam und auf den Grund der Förde sank. Ende Mai 1943 wurden U 235, U 236 und U 237 gehoben und bis Ende September und Oktober vollständig repariert und als Schulungsboote erneut in Dienst gestellt. Das Kommando von U 236 übernahm der 24 Jahre Alte Oberleutnant zur See Curt Hartmann, zuvor II WO auf Kapitänleutnant Günther Pfeffers Typ IX C Boot U 171, welcher jedoch nur für sieben Monate das Boot kommandierte, ehe er dann beurlaubt wurde. Seine Nachfolge trat Oberleutnant zur See Ludo Kregelin, zuvor Kommandant von U 60, U 38 und später Kommandant des Typ XXI Erprobungsbootes U 3003, an. Doch auch er wurde kurze Zeit später abkommandiert und von Oberleutnant zur See Herbert Mumm, dem jüngeren Bruder von Kapitänleutnant Friedrich Mumm, der Kommandant des Hamburger Typ VII C Bootes U 594 war, abgelöst.

## Das Ende des ersten Schnorchelbootes
U 236 erhielt am 3. Mai 1945 den Befehl, zum U-Stützpunkt Kristiansand zu verlegen, und lief sofort aus Kiel aus. Noch am 4. Mai wurde das Boot um 11.45 Uhr westlich von Schleimünde in einem Luftangriff der 9th Air Force und der RAF/2. T.A.F./Squadron 175 und 184 von mehreren Raketen und MG-Beschuss getroffen. Trotz einer sehr geringen Wassertiefe entschied sich Oberleutnant Mumm zu tauchen, um das Boot auf Grund zu legen. Nachdem sich die Jagdbomber verzogen hatten und die Dunkelheit eingetreten war, ließ Mumm das Boot auftauchen, um den Schaden zu begutachten und Nachrichten zu empfangen. Es wurde festgestellt, dass die Backbord-Außentreibstoffbunker getroffen waren und eine Menge Öl absonderten. Oberleutnant Mumm ließ erneut das Boot auf Grund legen und entschied sich, in einer aussichtslosen Lage, U 236 zu versenken, was innerhalb von 24 Stunden geschehen sollte. Nach der Ausschiffung der Besatzung wurde das Boot um 2.00 Uhr morgens an der offenen Küste bei Schleimünde durch das Öffnen der Flutventile selbst versenkt. Es ist nichts Weiteres über den Verbleib des Wracks bekannt. Die letzte bekannte Position war 54° 37' N, 10° 03' O im ehemaligen Marineplanquadrat AO 7487.